# Церковь Спаса Всемилостивого в Кускове
Храм Происхождения Честных Древ Животворящего Креста Господня (Всемилостивого Спаса) в Кускове — приходской православный храм в районе Вешняки города Москвы. Является частью архитектурно-художественного ансамбля усадьбы Кусково.

## История
Впервые Кусково упоминается в летописях XVI века и уже как владение Шереметевых, чей род был одним из самых знатных в России. О деревянной приходской церкви известно с 1624 года, здесь были расположены также боярский двор и дворы крепостных людей. Приблизительно в это же время, в 1646 году, Фёдор Шереметев построил в соседнем селе Вешняково большую шатровую Успенскую церковь.
В 1697—1699 годах Борис Шереметев вместе с Иоанном Пашковским, выполняя дипломатические поручения Петра I, совершил путешествие по Западной Европе. По преданию, папа римский подарил ему золотой крест с частицей Древа Животворящего Креста. Эта святыня перешла по завещанию к его сыну, графу Петру Шереметеву.
Пётр Шереметев, получив в наследство после смерти своего отца усадьбу Кусково, принял решение реконструировать её так, чтобы она могла бы поразить всех роскошью и богатством. Строительство было начато в 1737 году с возведения новой церкви. Главный и единственный престол церкви был освящен в честь Происхождения Честных Древ Животворящего Креста Господня.

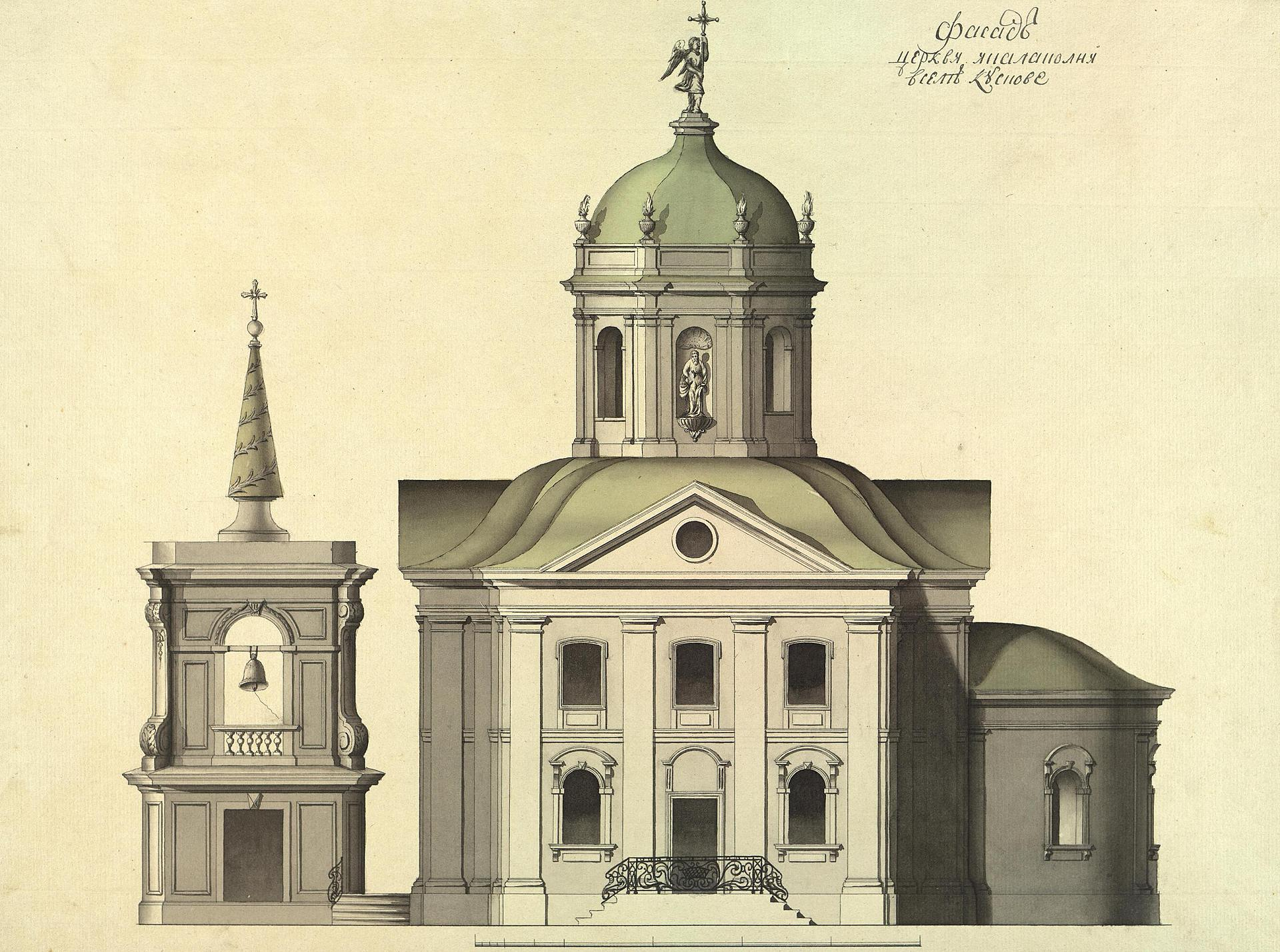
Фасад церкви и первоначальной колокольни в Кускове. Рисунок 1782 г.

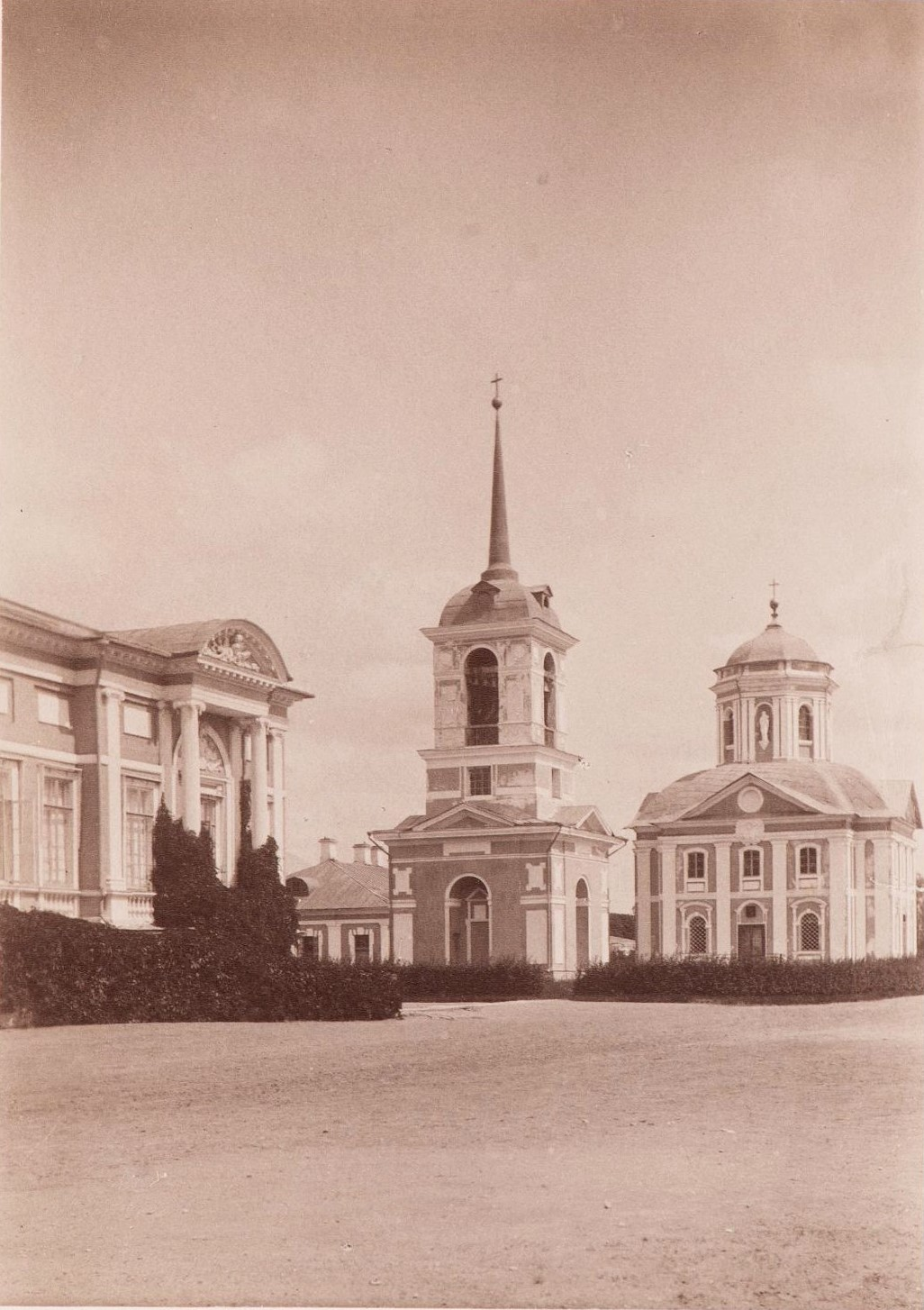
Церковь Спаса Всемилостивого и колокольня. 1900-е гг.

Со времени строительства церковь не перестраивалась и дошла до нашего времени в первозданном виде. Она считается одним из редких архитектурных памятников Москвы в стиле «аненнского барокко», то есть архитектурного стиля барокко эпохи Анны Иоанновны. Колокольня построена позже храма — в 1792 году (на плане усадьбы 1768-1769 годов её еще нет) и вначале была заметно меньше.
Приезжая к графам Шереметевым в усадьбу храм Всемилостивого Спаса в Кускове посещали царственные особы, в том числе: императрицы Елизавета I и Екатерина II, император Александр III с супругой Марией Фёдоровной, император Николай II с наследником.
После падения монархии и Временного правительства усадьба в 1919 году получила статус Государственного музея — в основном представлен был фарфор. Здание церкви, которую закрыли в 1930 году, было переоборудовано в музейные подсобные помещения.
Церковь Спаса Всемилостивого была восстановлена и открыта в 1991 году как «домовая церковь усадьбы Кусково». Вновь освящена в 1998 году — епископ Орехово-Зуевский Алексий (Фролов) совершил чин малого освящения Храма. Однако храм оставался в подчинении музея — поэтому, совершать регулярные богослужения не представлялось возможным. 
Согласно распоряжению Правительства РФ № 1572 от 19 октября 2009 года церковь была отнесена к федеральной собственности. Затем здание церкви было передано местной религиозной организации на основании «Договора бессрочного пользования федеральным недвижимым имуществом религиозного назначения, находящимся в собственности РФ от 7 декабря 2010 года № Д-30/1248» между территориальным управлением Федерального агентства по управлению государственным имуществом по городу Москве и местной религиозной организацией — православным приходом храма Честных древ Животворящего Креста Господня в Кускове гор. Москвы Московской епархии Русской православной церкви.
В ноябре 2010 года получила статус охраняемого объекта — памятника архитектуры XVIII века.
В 2015 году со шпиля храма был снята фигура ангела, который был восстановлен по архивным чертежам во время реставрации 1970-х годов. По данным музея-усадьбы Кусково, ангел был воссоздан и находится в реставрационной мастерской (на 2021 год). В 2024 году возвращен на место.

## Духовенство
- Почетный настоятель храма протоиерей Борис Токарев[8] (был назначен настоятелем храма Святейшим Патриархом Московским и Всея Руси Алексием II в ноябре 2000 года[9]).
- Настоятель храма иеромонах Пантелеимон (Алешин) назначен Святейшим Патриархом Московским и Всея Руси Кириллом с 29 августа 2018 г.[10]

## Фотографии

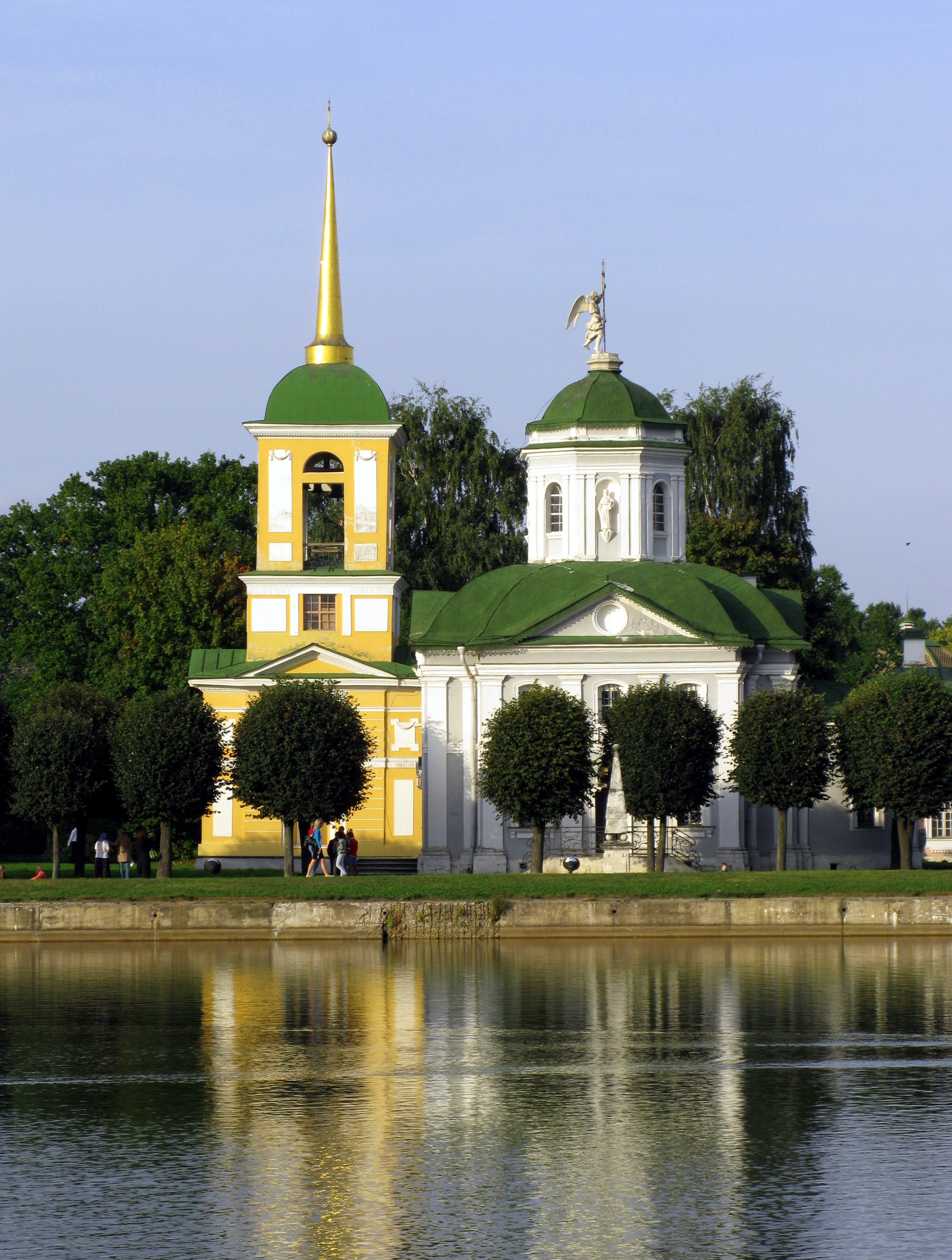
Церковь Спаса Всемилостивого, 2009
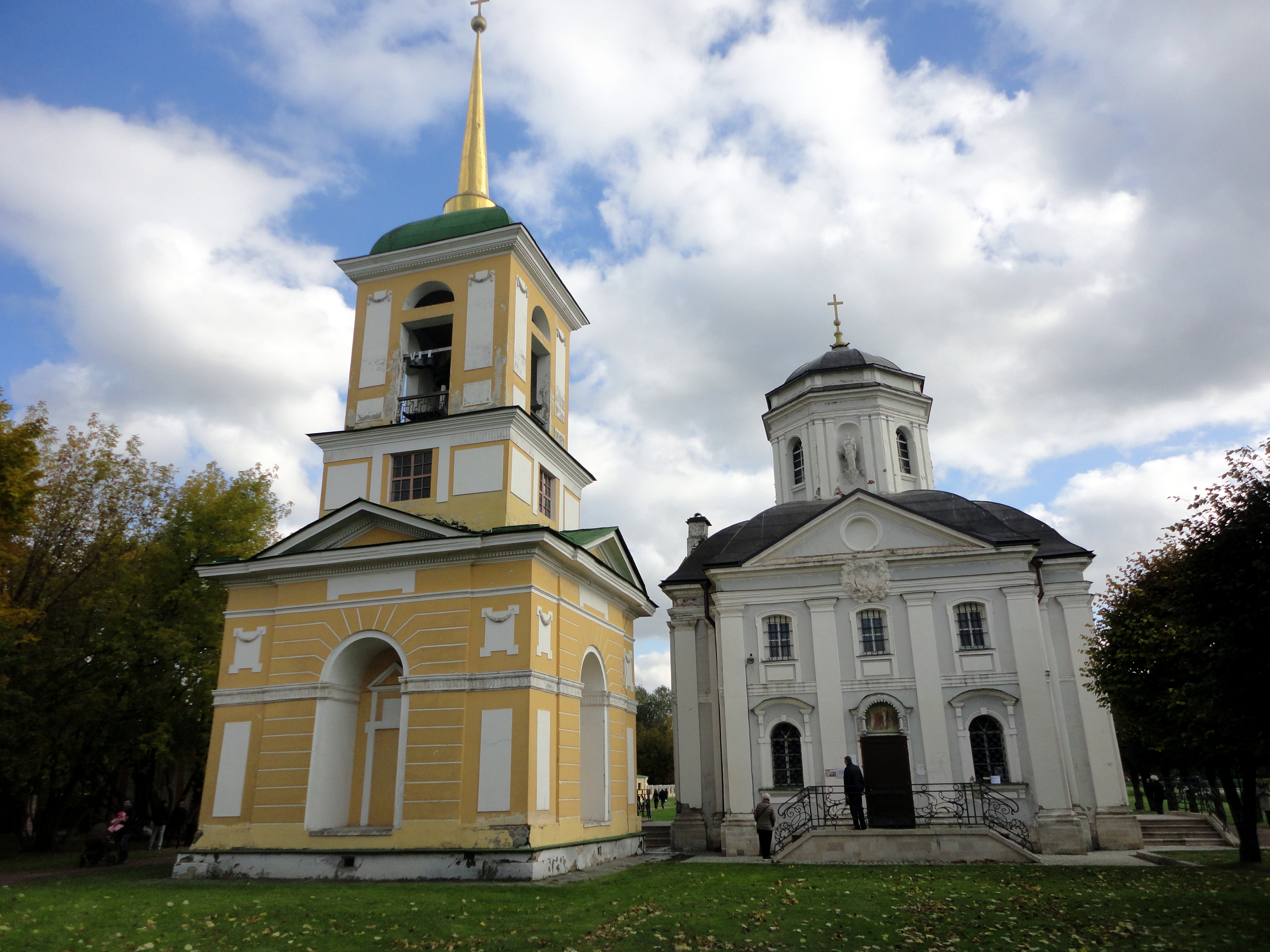
Церковь Спаса Всемилостивого, 2017
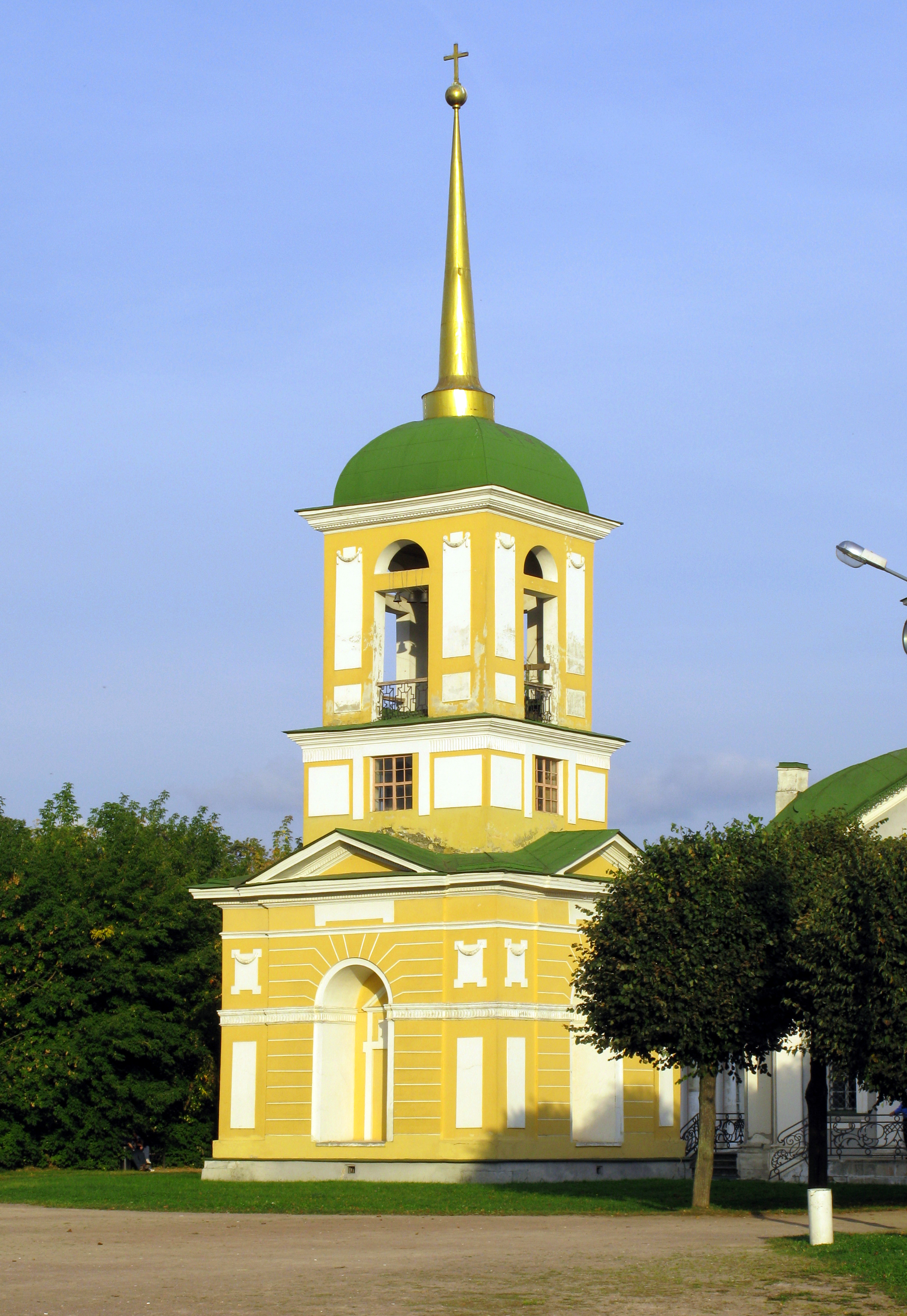
Колокольня церкви